# Sebastiano Messina
Sebastiano Messina (Catania, 26 agosto 1958) è un giornalista, critico televisivo e saggista italiano.

## Biografia

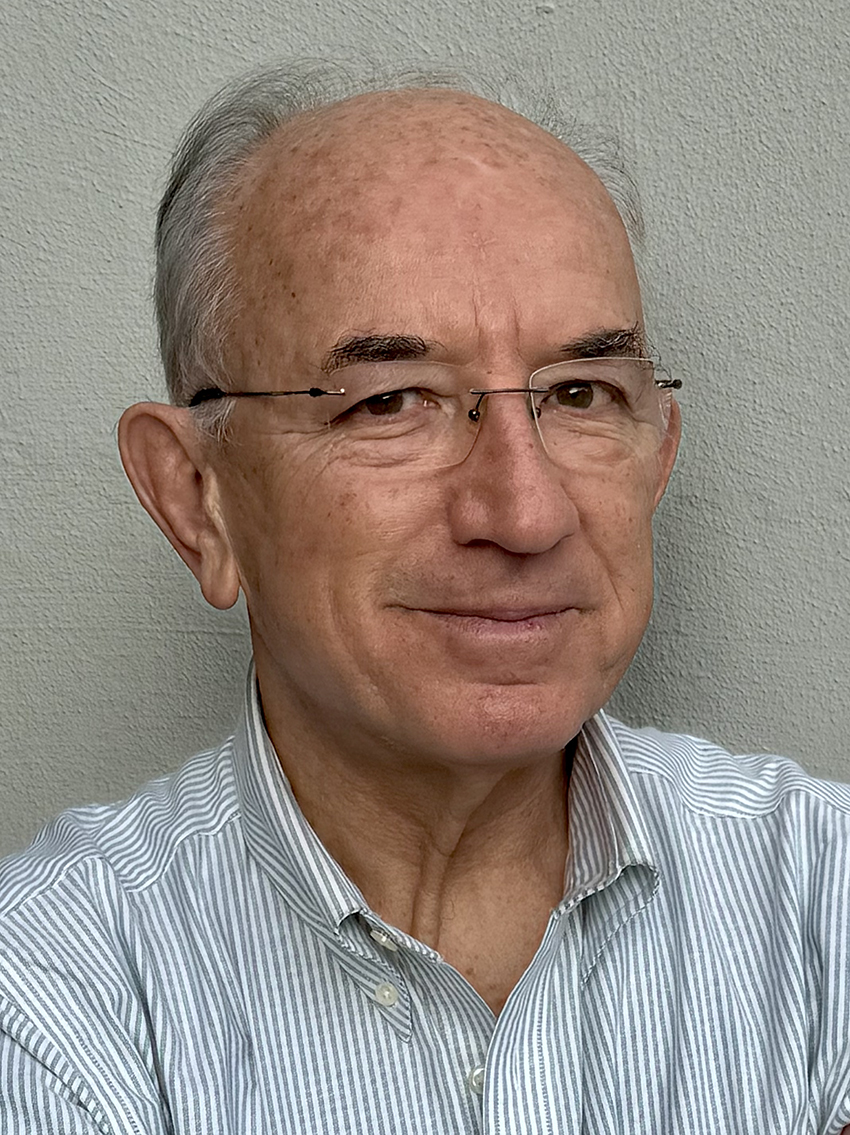
Sebastiano Messina

Laureato all'Università degli Studi di Catania in Scienze politiche, ha iniziato la professione di giornalista alla redazione catanese del quotidiano L'Ora. Passato al Diario di Catania, venne chiamato da Giuseppe Fava al Giornale del Sud. Nel 1980 è entrato nella redazione de la Repubblica, dove è stato prima corrispondente dalla Sicilia, poi giornalista parlamentare, inviato speciale, capo della redazione politica e critico televisivo. Dal 2009 al 2013 è stato capo della redazione di Palermo. Dal 2023 ha una rubrica sul settimanale L'Espresso, "Personaggi e interpreti".
È stato nel 1993 uno dei promotori del referendum sul sistema elettorale maggioritario, nel comitato presieduto da Mario Segni.
Ha vinto il premio Flaiano per la critica televisiva, il premio Alfio Russo di giornalismo e il premio Forte dei Marmi per la satira politica.

## Opere
- La Grande Riforma. Uomini e progetti per una nuova repubblica, Editori Laterza, 1992
- Nomenklatura. Come sopravvive in Italia la specie politica più antica del mondo, Arnoldo Mondadori Editore, 1992
- Il presidente bonsai, Rizzoli, 2008